# Чивата, Габриэла
Габриэ́ла Чива́та Триви́ньо (исп. Gabriela Chivata Triviño; 21 января 2002) — колумбийская баскетболистка, выступающая на позиции лёгкого форварда.

## Карьера
В период 2017—2019 годов выступала за колумбийский клуб «Геррерос». В 2019—2020 годах — за команду «Колледжа A&M Северо-Восточной Оклахомы». В 2021 году сыграла один матч за «Леонас», в 2023 году четыре матча за «Букарос» в Южноамериканской женской баскетбольной лиге. В настоящее время играет за «Геррерос».

### В сборной
В 2018 году вызывалась в сборную на чемпионат мира среди девушек до 17 лет и чемпионат Америки среди девушек до 18 лет. В 2019 году приняла участие в чемпионате мира среди девушек до 19 лет.
В 2023 году дебютировала в национальной сборной Колумбии на чемпионате Америки.